# Andreas Peschke
Andreas Peschke (* 19. Oktober 1969 in Dresden) ist ein deutscher Diplomat und seit September 2021 deutscher Botschafter in Südafrika, Lesotho und Eswatini. Er leitet die Botschaft Pretoria.

## Leben
Peschke wurde am 19. Oktober 1969 in Dresden geboren. Er studierte Afrikanistik in Leipzig, Köln und London. Er ist verheiratet.

## Laufbahn als Diplomat
Peschke trat 1996 in den Auswärtigen Dienst ein und absolvierte zunächst den Vorbereitungsdienst für den höheren auswärtigen Dienst an der seinerzeit noch in Bonn-Ippendorf befindlichen Aus- und Fortbildungsstätte des Auswärtigen Amtes. Anschließend war er bis 1999 im Auswärtigen Amt in Bonn tätig. Es folgte eine Entsendung an die Botschaft in Nigeria, die offiziell im Jahr 2001 zur Botschaft Abuja nach Umzug aus Lagos wurde. Er war hier bis 2002 als Referent eingesetzt und wechselte dann in gleicher Funktion an die Botschaft Moskau (Russland). Im Jahr 2004 wurde er in die Zentrale des Auswärtigen Amts in Berlin versetzt, wo er der Europaabteilung zugeteilt wurde. 2006 wurde er Referent im Leitungsstab des Bundesministers des Auswärtigen Frank-Walter Steinmeier (Ministerbüro, Referat 010). 2008 wechselte er in das Pressereferat (Referat 013) und wurde stellvertretender Sprecher des Auswärtigen Amts. Während der Amtszeit von Guido Westerwelle als Außenminister war er von 2009 bis 2013 Sprecher des Auswärtigen Amts und Leiter des Pressereferats.
Von 2013 bis 2015 leitete er als Botschafter die Vertretung in Nairobi (Kenia). Er kehrte 2015 als „Beauftragter für Osteuropa, Kaukasus und Zentralasien“ in die Zentrale des Auswärtigen Amts zurück, wo er 2018 als Ministerialdirektor Leiter der Europaabteilung wurde. Diese Aufgabe versah er bis 2021. Im September des Jahres wurde er als Leiter und Botschafter an die Botschaft Pretoria versetzt. Am 10. März 2022 wurde er von König Letsie III. König von Lesotho, zur Überreichung seines Beglaubigungsschreibens empfangen.